# Codula limbipennis
Codula limbipennis är en tvåvingeart som beskrevs av Macquart 1850. Codula limbipennis ingår i släktet Codula och familjen rovflugor. Inga underarter finns listade i Catalogue of Life.